# ماریسویل (آیووا)
ماریسویل (به انگلیسی: Marysville) شهری در ایالت آیووا کشور ایالات متحده آمریکا است که جمعیت آن در سرشماری سال ۲۰۱۰ میلادی، ۶۶ نفر بوده‌است.